# William Engseth

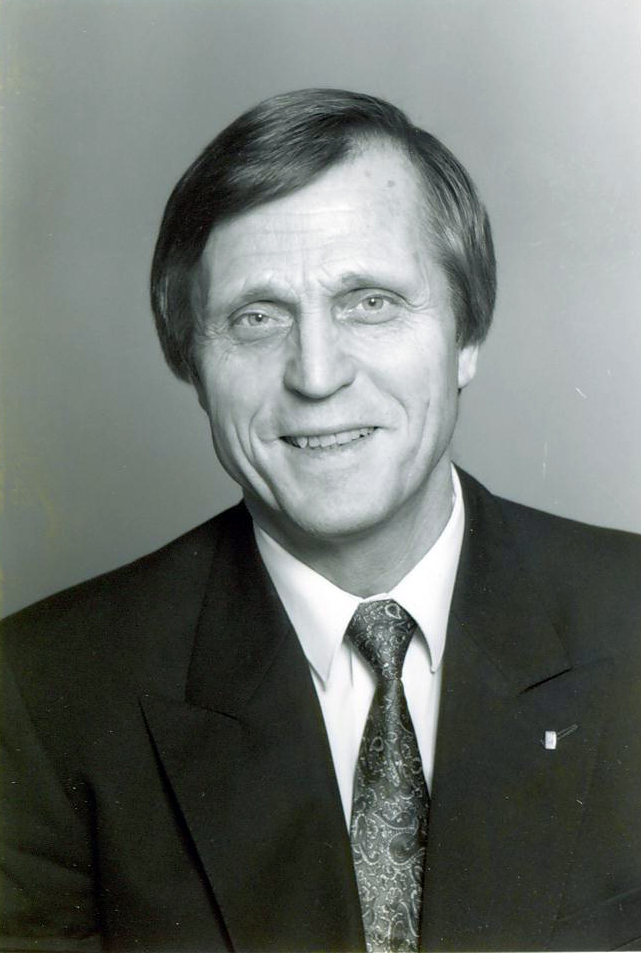
William Engseth

William Engseth (* 1. August 1933 in Målselv) ist ein norwegischer Sportfunktionär und Politiker der Arbeiderpartiet (Ap). Von Februar 1987 bis Juni 1988 war er der Kommunal- und Arbeitsminister, anschließend bis Oktober 1989 der Verkehrsminister seines Landes. Zwischen 1989 und 1997 war er Abgeordneter im Storting.

## Leben
In den Jahren 1952 und 1953 besuchte Engseth eine Offiziersschule für die Infanterie. Anschließend war er bis 1967 Kommandant in der norwegischen Luftwaffe. Zwischen 1960 und 1965 arbeitete er zudem in Teilzeit als Sportlehrer. Von 1967 bis 1983 war er in der Verwaltungs des Trainingszentrums des norwegischen Sportverbandes in Bardufoss tätig.

### Politischer Werdegang
Engseth saß in der Zeit von 1967 bis 1975 im Kommunalparlament seiner Heimatgemeinde Målselv. Im Jahr 1975 zog er ins Fylkesting der damaligen Provinz Troms ein, wo er sowohl 1979 als auch 1983 den Wiedereinzug schaffte. Engseth fungierte zwischen 1979 und 1983 als Fraktionsvorsitzender der Arbeiderpartiet. Den Posten als Fylkesordfører, also als Vorsitzender des Parlaments, übernahm er ab 1983. Engseth blieb bis Februar 1987 in dieser Position, bevor Kirsten Myklevoll das Amt für den Rest der Legislaturperiode übernahm.
Am 20. Februar 1987 wurde er zum Kommunal- und Arbeitsminister in der Regierung Brundtland II ernannt. Er übernahm den Posten von seinem Parteikollegen Leif Haraldseth. Am 13. Juni 1988 wechselte er ins Verkehrsministerium, wo er bis zum Abgang der Regierung am 16. Oktober 1989 Verkehrsminister war.
Bei der Parlamentswahl 1989 zog Engseth schließlich erstmals in das norwegische Nationalparlament Storting ein. Dort vertrat er den Wahlkreis Troms und Engseth wurde zunächst Mitglied im Sozialausschuss. Im Anschluss an die Wahl 1993 wurde er der Vorsitzende des Vollmachtsausschusses sowie der Sekretär des Wirtschaftsausschusses. Er blieb bis Herbst 1997 Abgeordneter im Storting.

### Weitere Tätigkeiten
Engseth, der im Jahr 1970 den Fußball-Trainerschein erlangte, war von 1990 bis 1994 Präsident des norwegischen Sportverbands. In dieser Zeit war er zudem Mitglied im olympischen Organisationskomitee für die Olympischen Winterspiele 1994.